# Peqin (huyện)
Peqin là một quận thuộc hạt Elbasan, Albania. Quận này có diện tích 191 km² và dân số năm 2002 là 32920 người, mật độ 172 người/km².